# Klingendes Österreich

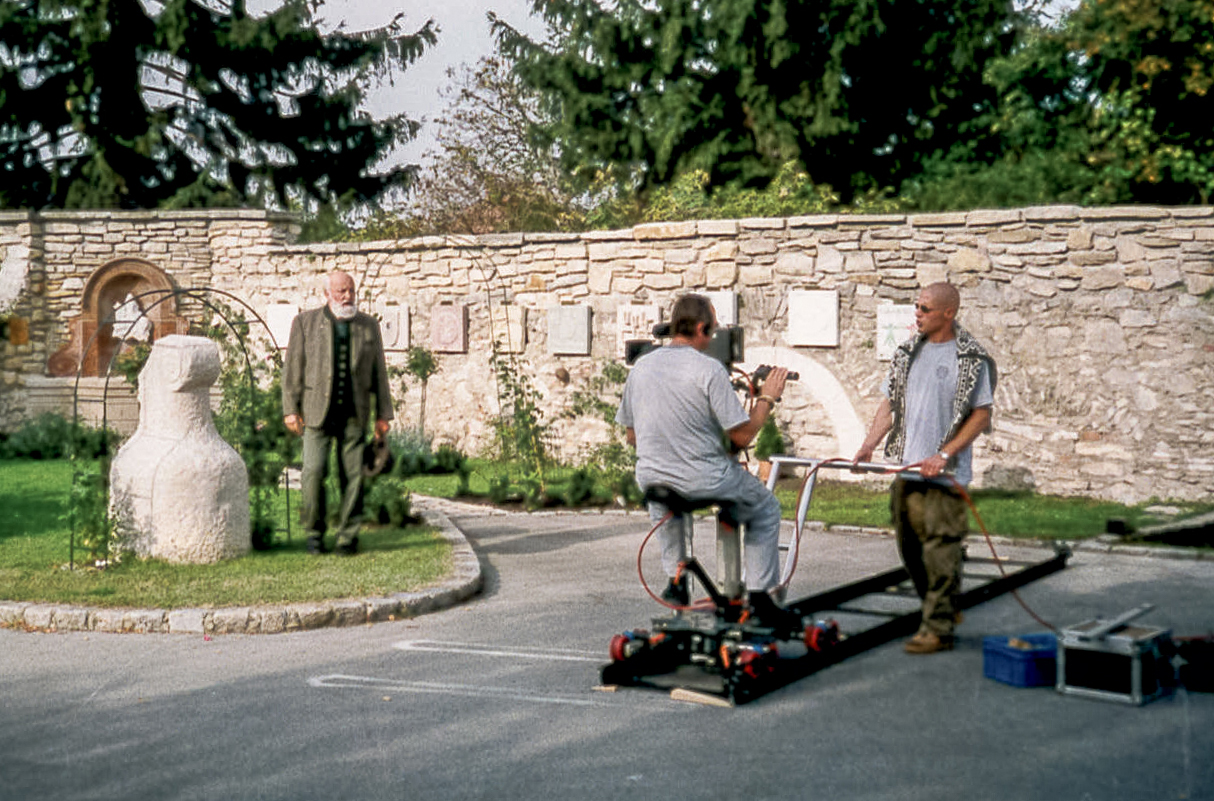
Dreharbeiten in Kaisersteinbruch 2001

Klingendes Österreich war eine von 1986 bis 2020 bestehende Volksmusik- und Brauchtumssendung des ORF, die zuletzt viermal im Jahr ausgestrahlt wurde. Die Sendung wurde von Sepp Forcher moderiert.

## Geschichte, Inhalt
Die Sendung porträtierte Brauchtum und Tradition verschiedener Regionen Österreichs, Südtirols sowie grenznaher Landstriche, vor allem im benachbarten Bayern. Zwischen den Berichten, Erzählungen, Aufführungen von Volkstanzgruppen und Interviews spielten meist regional ansässige Volksmusikgruppen.
Da die Volksmusikgruppen immer vor einer Kulisse naturbelassener Landschaften gezeigt wurden, wurde der Sendung manchmal „Postkartenromantik“ vorgeworfen. Die tradierte Volksmusik würde dadurch in die Nähe von Kitsch gerückt. Forcher selbst meinte dazu, man sehe im Fernsehen ohnedies zu viel Hässliches, er wollte die schönen Seiten zeigen.
Die Titelmusik der Sendung war die Bayrisch-Polka Druck nua zua aus dem Salzkammergut.
Mit der 200. Sendung verabschiedete sich Sepp Forcher in seinem 90. Lebensjahr im März 2020 von seinem Publikum.

## Produktion
1986 wurden sechs Folgen produziert und ausgestrahlt, von 1987 bis 2003 jährlich sieben. Ab 2004 wurden pro Jahr zwei bis vier Folgen produziert und ausgestrahlt.
Ursprünglich wurde die Sendung vom ORF-Landesstudio Salzburg produziert. Im Lauf der Zeit entwickelte sich eine langjährige Kooperation zwischen dem ORF Salzburg und dem ORF Steiermark.
Von 2013 bis 2020 wurde die Sendung ausschließlich vom ORF-Landesstudio Steiermark in Graz produziert.
Im Oktober 2019 gab Sepp Forcher nach der Aufzeichnung der 200. Folge von Klingendes Österreich bekannt, dass er seine Laufbahn als TV-Moderator im 90. Lebensjahr beendet und sich zur Ruhe setzt. Mit 30. Mai 2021 wurde bekanntgegeben, dass Hans Knauß die Sendung unter neuem Namen übernimmt.